# Paisaje de Nueva Inglaterra (Frederic Edwin Church)
Paisaje de Nueva Inglaterra o New England Scenery, en su título original en inglés, es una obra del pintor paisajista estadounidense Frederic Edwin Church, que formó parte de la llamada Escuela del río Hudson. Esta pintura concluye su primera etapa, y contribuyó a la consolidación de su prestigio artístico.

## Introducción
Este lienzo fue pintado en 1851, y al año siguiente fue exhibido en la American Art Union (1839–1851), donde mereció este comentario: ""This picture is considered by many to be the chef d’oeuvre of the artist. It is a view of water and mountain scenery, glowing with sunlight. It contains great breadth of effect, with a wonderful excellence in details".("Esta pintura es considerada por muchos la obra maestra del artista. Es un paisaje con elementos de agua y de montañas, que brillan con la luz del Sol. Produce un gran efecto, con una maravillosa excelencia en los detalles"). Efectivamente, este lienzo sigue siendo considerado como el mejor de la primera etapa de F.E.Church, y como la conclusión de dicha etapa.

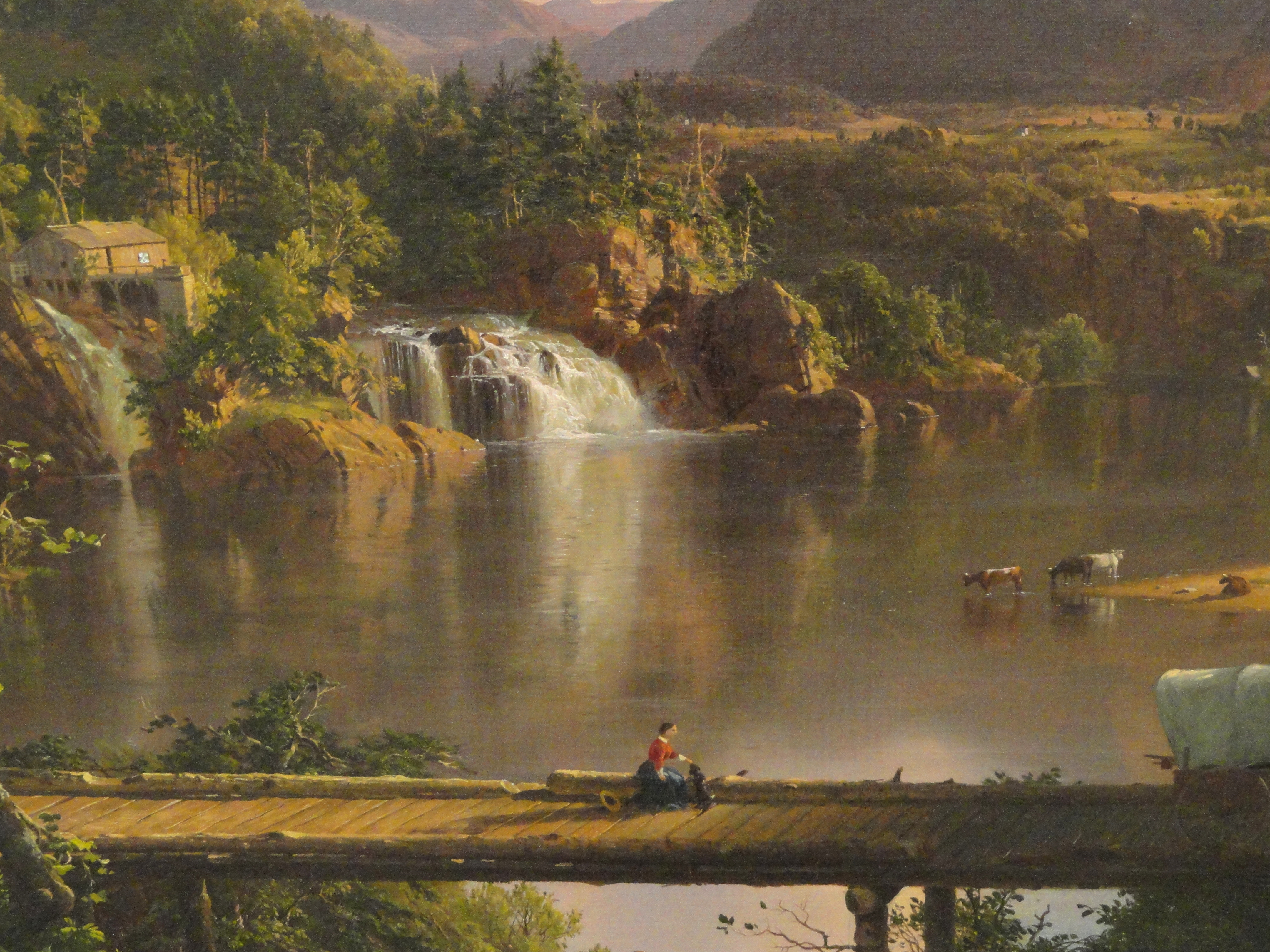
Detalle de la parte inferior derecha

En esta obra, Church utilizó la técnica con la que, a partir de entonces, hizo muchos de sus lienzos posteriores. Basado en bocetos realizados durante sus viajes, montó, en primer lugar, un estudio preliminar compuesto de varios bocetos parciales y, finalmente, hizo el lienzo final. En este caso, los bocetos (a lápiz, gouache y al óleo) incluían vistas de las cascadas del Genesee River en el estado de Nueva York, y panoramas costeros desde Mount Desert Island en Maine, lugares que Church había visitado durante el verano y el otoño de 1850 y 1851.
El primer gran estudio preliminar al óleo se caracteriza por su tamaño, por el entusiasmo del artista, por las superficies de pintura extremadamente ricas, por los contrastes contundentes y por el dramatismo de las nubes agitadas y otros fenómenos naturales. El lienzo final presenta una perspectiva mucho más serena, y una composición visual que combina tanto la representación realista como la idealización artística.

## Análisis de la obra
- Pintura al óleo sobre lienzo; año 1851; 91,4 x 134,6 cm.; Michele & Donald D'Amour Museum of Fine Arts; Springfield (Massachusetts)

- Firmado y fechado en la parte inferior derecha: "FChurch'51"

Este lienzo es un "retrato" de un lugar inexistente, pero que perfectamente podría imaginarse en casi cualquier lugar de Nueva Inglaterra. Es un icono de la perfección, que destaca el atractivo y los placeres de la vida rural, donde la industria humana y la Naturaleza se mezclan armoniosamente. Los detalles, dispuestos desde el primer hasta el último plano (un puente, figuras humanas, una diligencia, ganado, un pequeño aserradero y una aldea con su campanario) se unifican por el espacio de agua en el segundo término. La obra es una síntesis de varios espacios geográficos (prados, llanuras, valles) que están articulados por árboles, montañas y nubes, y unidos por la luz solar, que irradia desde la derecha del espectador.